# Joanne Vannicola
Joanne Vannicola est une actrice canadienne, née en 1968 à Montréal au Québec.

## Biographie

### Vie privée
Joanne Vannicola est ouvertement lesbienne.

## Filmographie

### Comme actrice

#### Cinéma
- 1982 : Hard Feelings : Claudia Hergruder
- 1984 : All the Years (court métrage)
- 1986 : Toby McTeague : Parker
- 1988 : Martha, Ruth & Edie : Vicki Gordon
- 1990 : Love & Murder : la prostituée
- 1993 : De l'amour et des restes humains (Love & Human Remains) : Jerri
- 1995 : Iron Eagle IV : Wheeler
- 1997 : Hysteria : Blair
- 2000 : Stardom : Rosie
- 2007 : L'Âge des ténèbres (Days of Darkness) : La jeune anglophone
- 2013 : The Animal Project : Morag

#### Télévision
- 1986 : The Marriage Bed (téléfilm)
- 1986 : 9B (téléfilm) : Mary Neissbrkor
- 1987 : Taking Care of Terrific (téléfilm) : Enid / Cynthia
- 1988 : The Return of Ben Casey (téléfilm)
- 1988 : Brigade de nuit (Night Heat) (série télévisée) : Ella
- 1988 : No Blame (téléfilm) : Laura
- 1988 : Diamonds (série télévisée)
- 1988 : Betrayal of Silence (téléfilm) : Karen
- 1988 : 9B (série télévisée) : Mary Neissbrkor (5 épisodes)
- 1989 : Men (série télévisée) : Kimberly
- 1988-1990 : Mister T. (T and T) (série télévisée) : Martina / Betty
- 1990 : CBS Schoolbreak Special (série télévisée) : Maggie Kingston
- 1989-1990 : My Secret Identity (série télévisée) : Cassie Martin (3 épisodes)
- 1991 : Tarzán (série télévisée) : Nikki Robinson
- 1991 : Rin Tin Tin: K-9 Cop (série télévisée) : Mariana
- 1994 : Ultimate Betrayal (téléfilm) : Karla
- 1994 : To Save the Children (téléfilm) : Melanie jeune
- 1995 : Derby (téléfilm) : Katie Woods
- 1996 : Kung Fu, la légende continue (série télévisée) : Claire
- 1999 : Medabots (série télévisée) : Koji Karakuchi (voix)
- 2000 : Common Ground (en) (téléfilm) : Max
- 1999-2000 : Psi Factor, chroniques du paranormal (série télévisée) : Mia Stone (13 épisodes)
- 2000 : Rivals (téléfilm) : Tabitha
- 2001 : The Wandering Soul Murders (téléfilm) : Mieka Kilbourn
- 2001 : What Makes a Family (téléfilm) : Melissa
- 2000-2001 : Timothy Goes to School (série télévisée) : Claude (voix) (8 épisodes)
- 2002 : Sydney Fox, l'aventurière (Relic Hunter) (série télévisée) : Zanda Wilkes
- 2002 : Mutant X (série télévisée) : Maddie Conlan
- 2000-2003 : Seven Little Monsters (série télévisée) : One (voix) (49 épisodes)
- 2001-2003 : Beyblade (série télévisée) : Dr. K / Johnny McGregor (24 épisodes)
- 2003 : Train 48 (série télévisée) : Sue (2 épisodes)
- 2003 : In the Dark (téléfilm) : Sadie Speller
- 2003 : My Dad the Rock Star (série télévisée) : Willy Zilla (4 épisodes)
- 2003 : Thoughtcrimes (téléfilm) : Terri Merriweather
- 2006 : Bigfoot Presents: Meteor and the Mighty Monster Trucks (série télévisée) : Hook
- 2006 : The Great Polar Bear Adventure (téléfilm) : Asak (voix)
- 2007 : Bakugan Battle Brawlers (série télévisée) : Marucho (8 épisodes)
- 2008-2009 : Toot & Puddle (série télévisée) : Toot (26 épisodes)
- 2009 : Bakugan Battle Brawlers (jeu vidéo) : Marucho
- 2009 : The Dating Guy (série télévisée) : Stephanie Stephanie
- 2007-2010 : Busytown Mysteries (série télévisée) : Huckle (55 épisodes)
- 2009-2011 : Les Vies rêvées d'Erica Strange (Being Erica) (série télévisée) : Dr. Naadiah (13 épisodes)
- 2010-2012 : The Adventures of Chuck & Friends (série télévisée) : Biggs (39 épisodes)
- 2011-2013 : Crash Canyon (série télévisée) : Jake Wendell / Emily Butane (26 épisodes)
- 2014 : Degrassi : La Nouvelle Génération (série télévisée) : Chef Kaz (2 épisodes)
- 2015 : Pirate's Passage (téléfilm)
- 2015 : Rookie Blue (série télévisée) : Jasmine
- 2015 : Stonewall : Sam
- 2015 : Girlfriends' Guide to Divorce (série télévisée)
- 2011-2016 : Super Why! (série télévisée) : Woofster (8 épisodes)
- 2017 : Sea Change (téléfilm) : Nick Colley
- 2016-2017 : Slasher : Les coupables (série télévisée) : Renée / Debbie (8 épisodes)
- 2019 : PAW Patrol : le manchot #2
- 1987-2019 : Street Legal (en) (série télévisée) : Sam / Barbara Jacobson / Joanie / Mrs. Flanigan (10 épisodes)
- 2019 : Slasher : Solstice : Amber Ciotti (8 épisodes)

### Comme réalisatrice
- 2017 : Snip (court métrage)

### Comme productrice
- 2017 : Snip (court métrage)

### Comme scénariste
- 2017 : Snip (court métrage)